# Kuang Biao
Kuang Biao (邝飚) es un activista, caricaturista y bloguero chino.
Kuang ha declarado que sus caricaturas principalmente satirizan la política y declaraciones oficiales del Partido Comunista de China, así como incongruencias y malos manejos de oficiales del mismo partido.

## Carrera
Como caricaturista ha colaborado para el Southern Metropolis Daily y ha sido publicado en el China Digital Times.

### Activismo
Kuang ha alcanzado reconocimiento por crear ilustraciones sobre temas que son considerados como sensibles por las autoridades chinas, como el escándalo por leche adulterada con melamina en China en 2008, o las actividades de disidentes como Chen Guangcheng.
En 2010 Kuang publicó una caricatura en el Southern Metropolis Daily que representaba al periodista chino Chang Ping en una horca, esto luego de que Chang fuera vetado de escribir para dos periódicos por crear una controversia al publicar un artículo titulado «Tibet: Nationalist Sentiment and the Truth» («Tibet: Sentimiento nacionalista y la verdad»).
En 2013 creó una caricatura criticando la ejecución del vendedor callejero Xia Junfeng, quién fue acusado de asesinato a pesar de haber alegado legítima defensa al ser atacado por miembros de la Chengguan, un cuerpo de policía urbana que no ha sido ajeno a acusaciones de abuso de poder.
En 2015, Kuang fue uno de 3 caricaturistas chino que crearon trabajos expresando su desacuerdo y crítica a la forma en que las personas de origen chino aparecían representadas en un número de la revista francesa Fluide Glacial.
El investigador de la Universidad de Hong Kong, David Bandurski, refirió como Internet ha cambiado dramáticamente el ambiente en el que trabajan Kuang y otros caricaturistas chinos contemporáneos al proporcionarles de una plataforma para alcanzar a una amplia audiencia que de otra forma no habrían podido conocerles.

## Censura

### Weibo
Kuang es uno de los muchos comentaristas en redes sociales cuya cuenta en el servicio de microblogging de Weibo ha sido eliminada en un intento de censura de parte del Partido Comunista de China.
Al respecto, Kuang ha declarado que su cuenta ha sido eliminada «docenas de veces», pero de acuerdo a la cadena de noticias del régimen chino, Xinhua, gracias a un «intenso» manejo de la red social, usuarios cuyas cuentas han sido eliminadas no podrán abrir una cuenta bajo un nombre distinto.
Por su parte, cada vez que Kuang Biao ha creado una nueva cuenta de usuario den Weibo, agrega el número de su «reencarnación». Así, para mayo de 2015 su nombre de usuario era «Tío Biao Dibujos de la Pluma Fuente 47».

### Southern Metropolis Daily
En 2010 Kuang fue multado con 1,500 CNY y degradado de su cargo en el Southern Metropolis Daily luego de publicar la caricatura en la que denunciaba la censura al periodista Chang Ping después de que este publicara un artículo referente al Tíbet.